# حادثة غرق قارب مهاجرين بقرقنة 2018
حادثة غرق قارب مهاجرين بقرقنة 2018 هو حادث غرق لهجرة غير شرعية وقع مساء 2 يونيو 2018 في سواحل جزيرة قرقنة التونسية. 

أسفر الحادث عن وفاة 87 شخصا غرقا، وتم إنقاذ 70 راكبا، فيما يناهز المجموع 180 شخصا.

## الملابسات
حسب وزارة الداخلية التونسية، فإن السلطات البحرية تلقت نداء استغاثة يوم 2 يونيو 2018 على الساعة 22.45 بتوقيت تونس (ت ع م+01:00)، فتحولت بعدها الوحدات البحرية العائمة التابعة للحرس الوطني بمدينة صفاقس ووحدات البحرية الوطنية التونسية إلى مكان المركب، الذي يبعد حوالي 5 أميال بحرية عن جزيرة قرقنة و16 ميلا بحريا على سواحل مدينة صفاقس، وكان وقتها بصدد الغرق.

## الضحايا
في 3 يونيو، تم إنقاذ 69 شخصا من جملة 180 شخصا. حتى صباح 7 يونيو 2018، أعلنت وزارة الداخلية التونسية عن انتشال 73 جثة من البحر. في 21 يونيو، قالت وزارة الداخلية أن عدد الغرقى بلغ 87 شخصا.
| الجنسية          | المتوفين | الناجين  |
| ---------------- | -------- | -------- |
| تونس             | 49       | 61       |
| ساحل العاج       |          | 2        |
| مالي             |          | 2        |
| المغرب           |          | 2        |
| الكاميرون        |          | 1        |
| ليبيا            |          | 1        |
| من غير التونسيين | 20       |          |
| المفقودين        | حوالي 20 | حوالي 20 |
| المجموع          | 87       | 70       |

## التبعات
كنتيجة للتحريات الأولية، وبعد زيارة رئيس الحكومة يوسف الشاهد، قرر وزير الداخلية لطفي براهم في 6 يونيو إعفاء عدة قيادات أمنية من مناصبهم، وهم:
- الشرطة التونسية: رئيس منطقة الأمن الوطني بقرقنة، رئيس المصلحة الجهوية المختصة بصفاقس، رئيس فرقة الإرشاد بمنطقة الأمن الوطني بقرقنة، رئيس فرقة الشرطة العدلية بمنطقة الأمن الوطني بقرقنة، رئيس فرقة الشرطة العدلية بمنطقة الأمن الوطني بصفاقس المدينة.
- الحرس الوطني: رئيس منطقة الحرس الوطني بصفاقس، رئيس فرقة الأبحاث والتفتيش بمنطقة الحرس الوطني بصفاقس، رئيس فرقة الحدود البحرية بقرقنة، رئيس فرقة أمن السفن والركاب بصفاقس، رئيس مركز أمن السفن والركاب بصفاقس.

في 6 يونيو، قرر رئيس الحكومة يوسف الشاهد إعفاء وزير الداخلية لطفي براهم من مهامه، الأمر الذي ربطه البعض بحادثة الغرق، فيما ذكر آخرون أسباب لا علاقة لها بالحادث. 

في 3 يونيو، فتح تحقيق في المحكمة الابتدائية بصفاقس للتحقيق في حادث الغرق، ثم في 6 يونيو فتح تحقيق ثاني في نفس المحكمة حول شبهة تواطئ أمني في الحادث. 

في 21 يونيو 2018، أعلنت وزارة الداخلية عن القبض على المنظم الرئيسي لعملية الهجرة غير الشرعية، وذلك عند محاولته مغادرة جزيرة قرقنة عبد مينائها.